# ナンバー2 〜一番になれなかった天才達の物語〜
『ナンバー2 〜一番になれなかった天才達の物語〜』（ナンバーツー〜いちばんになれなかったてんさいたちのものがたり〜）は、とんねるずの石橋貴明が司会を務めたドキュメントトーク番組である。
2008年4月4日の21:00 - 22:54（JST）にTBS系列で放送された。

## 概要
- 同業において偉大なナンバー1を追い続けたナンバー2にスポットを当てたトーク番組である。
- 東国原英夫編では、同時期デビューで『お笑いスター誕生!!』（日本テレビ）で鎬を削った戦友であるとんねるずとのエピソードも披露。また石橋も当時のツーツーレロレロやビートたけしについてのエピソードを熱く語った。

## 出演
- 司会:石橋貴明（とんねるず）
- 進行:安住紳一郎（TBSアナウンサー）
- スペシャルゲスト
  - 東国原英夫（ビートたけしを語る）
  - 柳本晶一（猫田勝敏を語る）
  - 島倉千代子（美空ひばりを語る）
- ゲスト:加藤和也

## スタッフ
- 制作:TBSテレビ
- チーフプロデューサー: 阿部龍二郎
- プロデューサー:中鉢 功、谷澤美和
- チーフディレクター: 藤原麻知